# آندریا پارکر
آندریا پارکر (انگلیسی: Andrea Parker؛ زادهٔ ۸ مارس ۱۹۷۰) یک هنرپیشه و بالرین اهل ایالات متحده آمریکا است. وی از سال ۱۹۸۸ میلادی تاکنون مشغول فعالیت بوده‌است و از بازیگران اصلی فصل ۷ سریال دروغگوهای کوچک زیبا است.

## گزیدهٔ آثار

### سینما
- زن زیبا (۱۹۹۰)
- دختران زمین بی قید و بندند (۱۹۸۸)

### تلویزیون
- دروغ‌گوهای کوچک زیبا (۲۰۱۵–۲۰۱۱)
- کدبانوهای وامانده (۲۰۱۳)
- نام من ارل است (۲۰۰۹)
- منتالیست (۲۰۰۸)
- خیال باطل (۱۹۹۵)
- بخش فوریت‌های پزشکی (۱۹۹۵–۱۹۹۴)
- ساینفلد (۱۹۹۲)
- متأهل... دارای بچه (۱۹۸۹)